# Freescale
Freescale Semiconductor, Inc. fue un fabricante estadounidense de semiconductores. Fue creado a partir de la división de semiconductores de Motorola en 2004. Su negocio se centraba en el mercado de los sistemas integrados y las comunicaciones.
Motorola anunció su creación el 6 de octubre de 2003. Freescale completó su Oferta Pública Inicial el 16 de julio de 2004.
Freescale también se ha estado encargando de los procesadores PowerPC para los Apple PowerBook y Mac mini hasta la transición de Apple a Intel en 2006. La compañía forma parte desde 2006 de Power.org como miembro fundador de esta asociación para el desarrollo y promoción de la arquitectura Power.
En 2006 la empresa desarrolló un microchip que almacena información como si de un disco duro se tratara. El funcionamiento del chip, denominado memoria de acceso aleatorio magnética (MRAM), se basa en principios magnéticos en lugar de eléctricos. Freescale comenzó los envíos comerciales de chips MRAM de 4 Mbit el 10 de julio de 2006, valorando cada chip en unos 25 dólares.
Se fusionó con NXP Semiconductors en 2015, desapareciendo, por tanto, como ente independiente.

## Adquisición
El viernes 15 de septiembre de 2006 Freescale aceptó ser adquirida por Blackstone Group LP tras el pago de 17.600 millones de dólares (40 dólares por acción). De los 13 dólares que valía cada acción en la Oferta Pública Inicial de julio de 2004, se pasó a 39,95 horas antes de la confirmación de la operación, de la que se habían escuchado numerosos rumores. En una junta extraordinaria de accionistas celebrada el 13 de noviembre de 2006 se aprobó la adquisición. La operación, cerrada el 1 de diciembre de 2006, fue una de las mayores adquisiciones ejecutadas en el ámbito de las compañías tecnológicas y una de las diez mayores de todos los tiempos.
Freescale se presentó para volver a cotizar en bolsa el 11 de febrero de 2011 y completó su oferta pública inicial el 26 de mayo de 2011. Freescale se negoció en la Bolsa de Valores de Nueva York con el símbolo de cotización FSL. En el momento de la oferta pública inicial, la empresa tenía $ 7600 millones en deuda pendiente en sus libros, y la empresa fue investigada por mala conducta relacionada con esta oferta pública inicial.
El 8 de marzo de 2014, Freescale anunció que 20 de sus empleados se perdieron a bordo del vuelo 370 de Malaysia Airlines.

## Kinetis
El 26 de febrero de 2013, Freescale Semiconductor anunció la creación de un microcontrolador ARM denominado "Kinetis", contribuyendo a la iniciativa de chips en el Internet de las Cosas. El Kinetis KL02 mide 1.9 por 2 milímetros siendo una completa Unidad Micro-Controladora (MCU). El procesador fue publicitado como ingerible; Freescale trabaja con clientes en salud y bienestar para ver si el chip puede controlar la salud interna o liberar fármacos y la medicina desde el interior del cuerpo; en la actualidad tanto la bomba de insulina OmniPod y Fitbit usan chips de Freescale. El proyecto del nuevo chip fue exhibido en 2013 en la 'Embedded World' de Núremberg, Alemania.